# Stade des Charmilles
El Stade des Charmilles era un estadio multiusos principalmente ocupado para la práctica del fútbol, ubicado en la ciudad de Ginebra, en el cantón de Ginebra, Suiza. Servía de sede habitual al club Servette Genève. Su dirección era Ch. Des sports, 1203 Genève.
El estadio fue inaugurado en 1930 como celebración del 40.º aniversario fundacional del equipo y con el desarrollo de la Copa de las Naciones entre clubes. Fue cerrado el 8 de diciembre de 2007 y luego demolido, después de la construcción del nuevo estadio de la ciudad: el Stade de Genève para la Eurocopa 2008, celebrada en Suiza y Austria.

## Copa del Mundo 1954
Durante la V edición de la Copa Mundial de Fútbol se realizaron tres partidos de la primera fase y un duelo por los cuartos de final.
| Fecha       | Fase             | Equipo           |                     | Resultado |                          | Equipo        | Espectadores   |
| ----------- | ---------------- | ---------------- | ------------------- | --------- | ------------------------ | ------------- | -------------- |
| 16 de junio | Primera fase     | Brasil           | Bandera de Brasil   | 5 - 0     | Bandera de México        | México        | 13.000 Reporte |
| 19 de junio | Primera fase     | Francia          | Bandera de Francia  | 3 - 2     | Bandera de México        | México        | 19.000 Reporte |
| 20 de junio | Primera fase     | Turquía          | Bandera de Turquía  | 7 - 0     | Bandera de Corea del Sur | Corea del Sur | 3.000 Reporte  |
| 27 de junio | Cuartos de final | Alemania Federal | Bandera de Alemania | 2 - 0     | Bandera de Yugoslavia    | Yugoslavia    | 20.000 Reporte |